# Dixonius somchanhae
Dixonius somchanhae — вид ящірок з родини геконових (Gekkonidae). Описаний у 2021 році.

## Поширення
Ендемік Лаосу. Описаний із села Гуайсорн-Гуайсуа в районі Насайтонг у столичній префектурі В'єнтьян.

## Опис
Дрібна ящірка, тіло завдовжки 4,7 см, не враховуючи хвоста.